# 충격 방지 자세

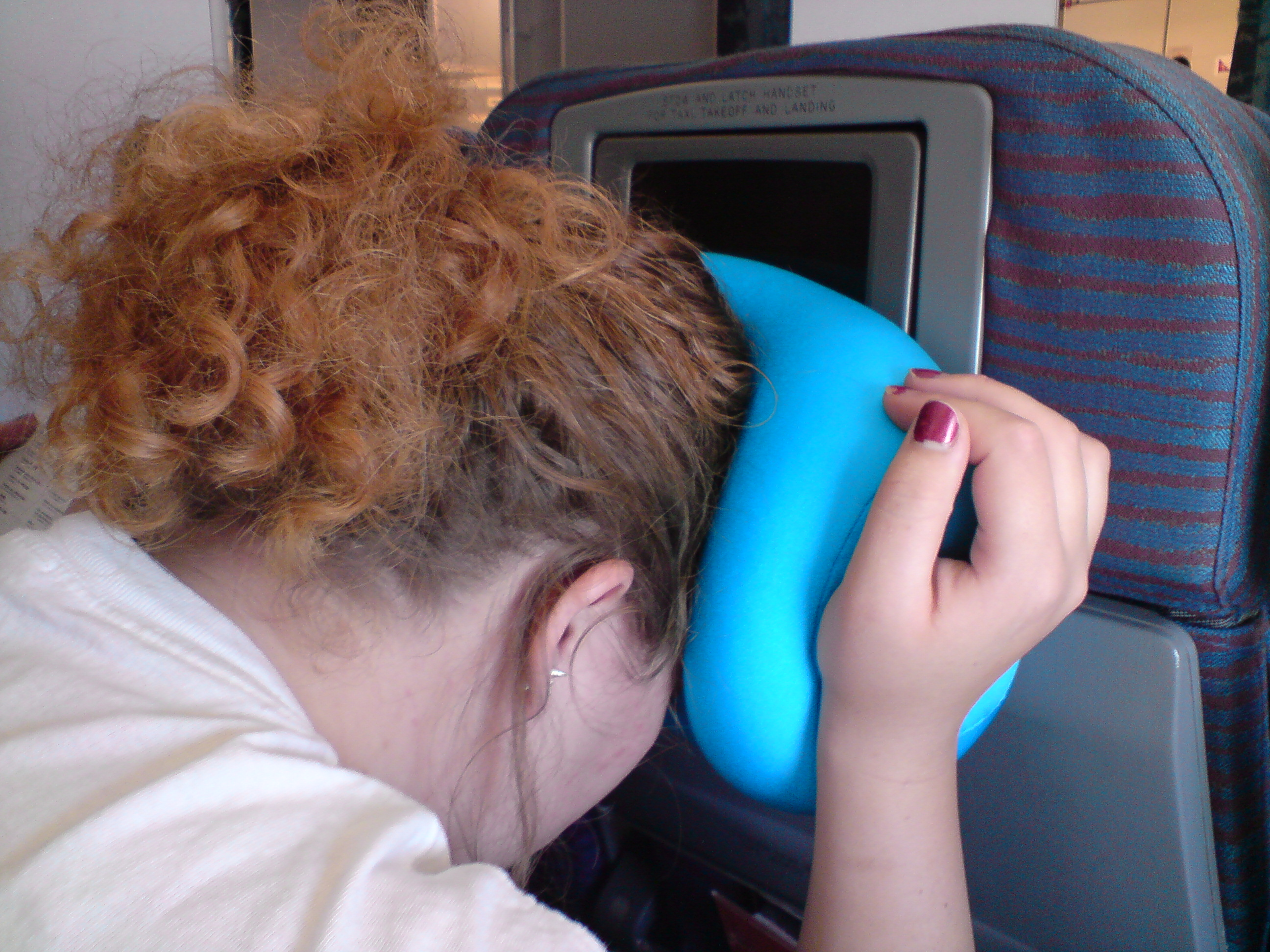
충격 방지 자세를 취한 사람의 모습.

충격 방지 자세는 항공기와 같은 운송수단이 무언가에 충돌하거나 육지나 물에 비상 착륙하는 상황에서 승객에게 취하도록 하는 자세이다. US 에어웨이스 1549편 불시착 사고 당시 조종사의 경고로 모든 승객이 이 자세를 취했으며, 이로 인하여 155명의 승객과 승무원이 착수 충격으로 인한 외상을 입지 않았다.